# Pseudobaris
Pseudobaris är ett släkte av skalbaggar. Pseudobaris ingår i familjen vivlar.

## Dottertaxa tillPseudobaris, i alfabetisk ordning[1]
- Pseudobaris abrupta
- Pseudobaris acutipennis
- Pseudobaris albilata
- Pseudobaris angusta
- Pseudobaris angustula
- Pseudobaris anthracina
- Pseudobaris apicalis
- Pseudobaris atitlana
- Pseudobaris biguttata
- Pseudobaris binotata
- Pseudobaris biolleyi
- Pseudobaris boliviana
- Pseudobaris bolivianus
- Pseudobaris bourgeoisi
- Pseudobaris brevior
- Pseudobaris caelata
- Pseudobaris californica
- Pseudobaris callosipennis
- Pseudobaris carinipectus
- Pseudobaris carolinae
- Pseudobaris conica
- Pseudobaris connectans
- Pseudobaris corvina
- Pseudobaris costaricensis
- Pseudobaris costirostris
- Pseudobaris cribripennis
- Pseudobaris cuprea
- Pseudobaris curvipes
- Pseudobaris cylindricollis
- Pseudobaris dentipes
- Pseudobaris discreta
- Pseudobaris disparilis
- Pseudobaris diversa
- Pseudobaris dividua
- Pseudobaris farcta
- Pseudobaris fasciculata
- Pseudobaris fausta
- Pseudobaris femoralis
- Pseudobaris fratercula
- Pseudobaris gibbicollis
- Pseudobaris gibbirostris
- Pseudobaris gigantea
- Pseudobaris glabripennis
- Pseudobaris grandis
- Pseudobaris guttifer
- Pseudobaris ibaguena
- Pseudobaris illina
- Pseudobaris illini
- Pseudobaris irregularis
- Pseudobaris kansana
- Pseudobaris kirschi
- Pseudobaris leucostigma
- Pseudobaris levettei
- Pseudobaris longicollis
- Pseudobaris lucens
- Pseudobaris lucida
- Pseudobaris luctuosa
- Pseudobaris lustrans
- Pseudobaris minuscula
- Pseudobaris minuta
- Pseudobaris missouriana
- Pseudobaris multiguttata
- Pseudobaris mutabilis
- Pseudobaris naevia
- Pseudobaris nigrina
- Pseudobaris niveoguttata
- Pseudobaris notata
- Pseudobaris ocellata
- Pseudobaris octonotata
- Pseudobaris oscillans
- Pseudobaris oscitans
- Pseudobaris ovalipennis
- Pseudobaris parallelopennis
- Pseudobaris pectoralis
- Pseudobaris perexigua
- Pseudobaris plicata
- Pseudobaris porcina
- Pseudobaris providens
- Pseudobaris puncticollis
- Pseudobaris pusilla
- Pseudobaris rabida
- Pseudobaris rugipennis
- Pseudobaris sanctacrucis
- Pseudobaris santacrucis
- Pseudobaris satyrica
- Pseudobaris scabrida
- Pseudobaris scaeava
- Pseudobaris scaeva
- Pseudobaris senescens
- Pseudobaris sexguttata
- Pseudobaris sinuosa
- Pseudobaris sobrina
- Pseudobaris sonomae
- Pseudobaris stigmatica
- Pseudobaris subcaudata
- Pseudobaris sublineata
- Pseudobaris subopaca
- Pseudobaris subparallela
- Pseudobaris subrugosa
- Pseudobaris subscabrosa
- Pseudobaris suturalis
- Pseudobaris tibialis
- Pseudobaris tradita
- Pseudobaris t-signum
- Pseudobaris undulata
- Pseudobaris vacunalis
- Pseudobaris vafra
- Pseudobaris verecunda